# Mīr Şāleḩ
Mīr Şāleḩ (persiska: Mehr Şāleḩ, مهر صالح, مير صالح) är en ort i Iran.   Den ligger i provinsen Kerman, i den sydöstra delen av landet, 800 km sydost om huvudstaden Teheran. Mīr Şāleḩ ligger 2 440 meter över havet och antalet invånare är 108.
Terrängen runt Mīr Şāleḩ är platt åt sydost, men åt nordväst är den kuperad. Terrängen runt Mīr Şāleḩ sluttar söderut.Runt Mīr Şāleḩ är det glesbefolkat, med 12 invånare per kvadratkilometer. Närmaste större samhälle är Kahak-e Esfīj, 3,1 km norr om Mīr Şāleḩ. Omgivningarna runt Mīr Şāleḩ är i huvudsak ett öppet busklandskap.